# Nierówność Barrowa

Nierówność Barrowa – nierówność określająca zależność między odległościami pewnych punktów w trójkącie. Dokładniej: jeżeli {\displaystyle P} jest punktem leżącym wewnątrz trójkąta {\displaystyle ABC,} {\displaystyle Q_{a},} {\displaystyle Q_{b},} {\displaystyle Q_{c}} są odpowiednio punktami przecięcia dwusiecznych kątów {\displaystyle BPC,} {\displaystyle CPA} i {\displaystyle APB} z bokami {\displaystyle BC,} {\displaystyle CA,} {\displaystyle AB,} to
{\displaystyle PA+PB+PC\geqslant 2(PQ_{a}+PQ_{b}+PQ_{c}).}